# Intira Charoenpura
Intira Charoenpura, thai: อินทิรา เจริญปุระ, också känd under sina smeknamn  Sai och Sine, född 23 december 1980 i Bangkok, är en thailändsk sångerska och skådespelare. Hon är känd för sin roll som det kvinnliga spöket Mae Nak i den thailändska komedi-skräckfilmen Nang Nak (1999). 2007 spelade hon den prestigefyllda rollen som krigarprinsessan Loehkin i den andra delen av en långfilmsserie om Kung Naresuan.

## Biografi
Charoenpura föddes i Bangkok som dotter till den thailändska skådespelaren Surin Charoenpura, med scennamnet Ruj Ronnapop (รุจน์ รณภพ), och har tre halvsystrar. Hennes halvsystrar är Venic White, Vipavee Maguire och den kända sångerskan och skådespelerskan Mai Charoenpura.
Charoenpura  gick grundskolan vid Khemasiri Memorial School (thai: โรงเรียนเขมะสิริอนุสสรณ์). Hon tog sedan examen i kommunikation vid Bangkoks universitet.

### Karriär
Vid 13 års ålder fick Charoenpura sin första roll i ett thailändskt tv-drama, en lakorn ("thailändsk tv-såpa") producerad av X'ACT. Hon spelar en flicka, som tillsammans med sin mamma, spelad av Sinjai Plengpanich, råkar ut för en gruppvåldtäkt. Flickan mår mycket dåligt efter våldtäkten och medan mamman letar upp gängmedlemmarna och torterar och dödar dem en efter en. Charoenpura blev omtalad och hyllad för att ha lyckats med en så svår roll som 13-åring och i sitt första skådespelaruppdrag.
Hon är känd för sin roll som det kvinnliga spöket Mae Nak i den thailändska komedi-skräckfilmen Nang Nak (1999), som bygger på en thailändsk legend om Mae Nak Phra Khanong. 2007 hade hon den prestigefyllda rollen som krigarprinsessan Loehkin i den andra delen av långfilmsserien om Kung Naresuan, The Legend of King Naresuan The Great (thai: ตำนานสมเด็จพระนเรศวรมหาราช; Tamnan Somdet Phra Naresuan Maha Rat), Part II, Reclaiming Sovereignty.
13 år gammal skrev Charoenpura också skivkontrakt, med GMM Grammy. Sitt första album släppte hon i mars 1995, Nalika Sine (thai: นาฬิกาทราย). Det har karaktäriserats som tonårspop, med Khun Khru Kradat Sine (thai: คุณครูกระดาษทราย) som den låt som slog bäst. Texten handlar om att vara tacksam för sin lärare och spelas ofta i samband med Teachers Day, som i Thailand firas 16 januari varje år.
När kontraktet med GMM Grammy löpte ut ändrade hon musikstil till rock. Charoenpura släppte ett indiealbum 1998, Sine. Albumet producerade av Jirasak Parnpoom, som blev var hennes pojkvän under några år. Med den framgång hon rönte med sin nya musikstil tecknade hon nytt kontrakt med GMM Grammy och släppte sitt tredje album D^Sine i september 1999. Detta album innehåller låten Sai Lom Thi Wang Dee (thai: สายลมที่หวังดี), som förmodligen är Charoenpuras mest kända.